# Waax
 (mai 2025).
Waax (stylisé comme WΛΛX ; prononcé /wæks/) est un groupe de rock australien originaire de Brisbane, Queensland, formé en 2012.

## Biographie
Le groupe est cofondé par le batteur Tom Bloomfield et la chanteuse  Marie « Maz » DeVita, qui mènent conjointement la formation jusqu'en 2023.Le groupe remporte le concours Triple J Unearthed au BIGSOUND en 2014. Ils sortent leur premier EP Holy Sick en 2015, et leur deuxième, Wild & Weak en 2017.
Leur single « Labrador » remporte la première place du Top 100 de la station de radio indépendante de Brisbane 4ZZZ en 2018. Waax sort son premier album studio, Big Grief en 2019. La même année, le single a été élu dans le classement Triple J's Hottest 100 de 2018 à la 88e place.
En 2022, ils sortent leur deuxième album At Least I'm Free et accèdent de nouveau à la première place du Top 100 de 4ZZZ avec leur single Most Hated Girl.
En avril 2023, le groupe annonce qu'il va faire une pause. Après ce que l'on croyait être les derniers concerts du groupe en juin, DeVita annonce novembre 2023 qu'elle continue le groupe en tant que seul membre.

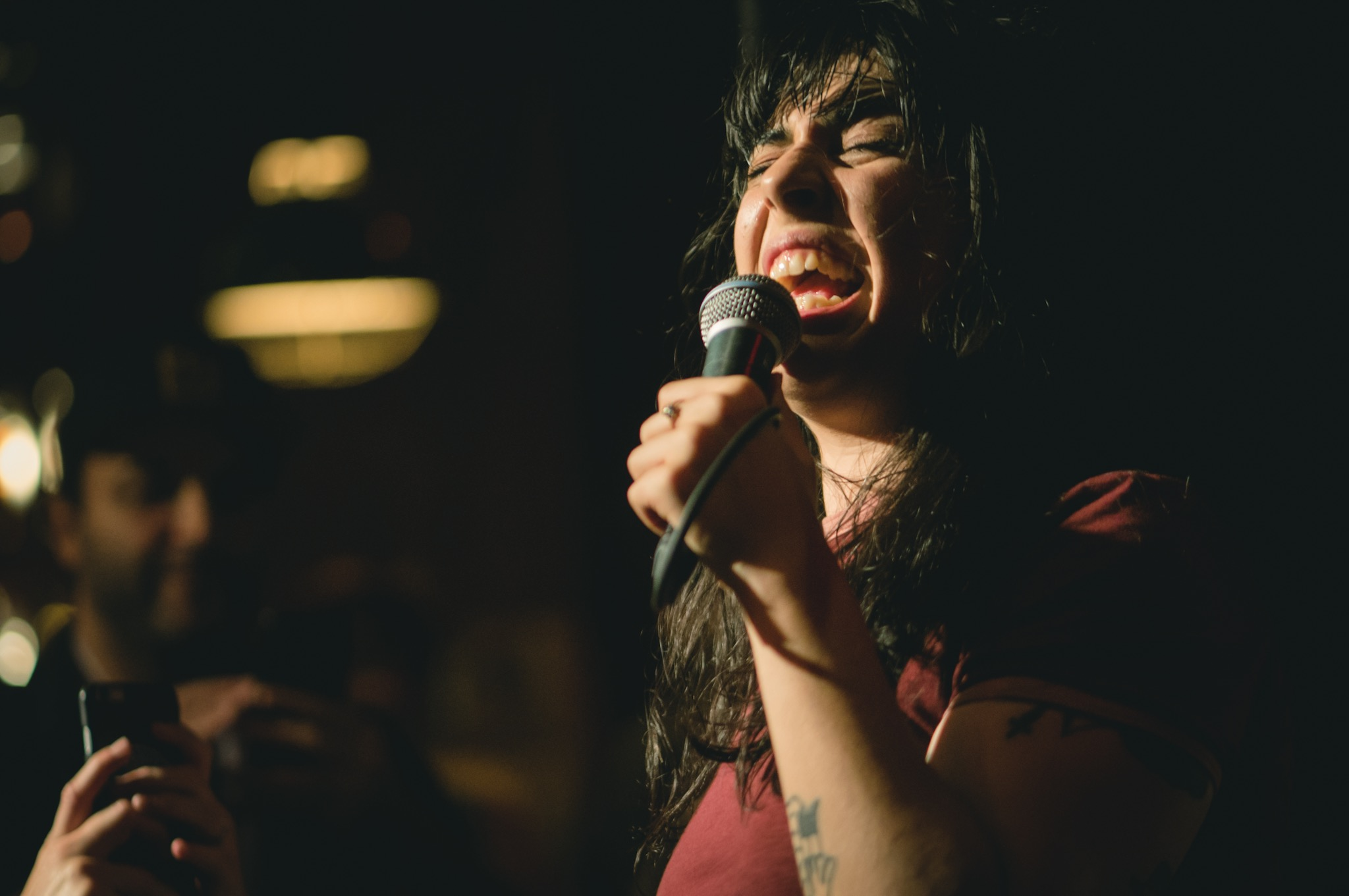
Waax en 2019.

## Style musical
La chanteuse Marie DeVita décrit le style du groupe comme « un mélange de post-punk et de rock alternatif ».
DeVita est le principal auteur-compositeur du groupe, avec l'aide préalable du guitariste principal de l'époque, Chris Antolak. À propos de la création de leur EP Wild & Weak, le batteur Tom Bloomfield explique comment DeVita, en écrivant les paroles, « s'est vraiment plongée dans ses luttes intérieures et [selon lui], c'est ce qui a inspiré l'album. Un disque très émouvant, tant sur le plan lyrique que musical ».

## Membres
Membres actuels
- Marie « Maz » DeVita – chant principal, guitare occasionnelle (2012–2023, 2023–present), basse (2012–2013), claviers (2013−2017)

Musiciens en tournée actuels
- Izzy de Leon – basse, claviers, chœurs (2021–2023, 2023–present)
- Karelia Moloney – guitare rythmique (2023, 2023–present)
- Jonathan Tooke – guitare solo, chœurs (2023–present)
- Rangi Barnes – batterie (2023–present)

Anciens membres
- Jordan Cardenas − guitares (2012–2013)
- Ariana Pelser – basse (2013–2015)
- Elijah Gall – guitare solo (2013–2015)
- Chris Antolak – guitare solo, chœurs (2015–2019)
- Tom Griffin – basse (2015–2021)
- James « Flames » Gatling – guitare solo, chœurs (2019–2022)
- Tom Bloomfield – batterie (2012–2023), chœurs (2021–2023)
- Ewan Birtwell – guitare rythmique (2013–2023), guitare solo (2019, 2022–2023), chœurs (2019–2023), basse (2021–2023)

Anciens musiciens en tournée
- Michael Richards − batterie (2018)
- Michael Hardy – batterie, guitare solo (2019)
- Campbell Burns – guitare rythmique (2023)

## Discographie

### Albums studio
| Title             | Details                                                                                    | Meilleur classement |
| Title             | Details                                                                                    | AUS                 |
| ----------------- | ------------------------------------------------------------------------------------------ | ------------------- |
| Big Grief         | - Réalisé: 23 August 2019 - Label: Dew Process - Format: CD, LP, téléchargement, streaming | 11                  |
| At Least I'm Free | - Réalisé: 12 August 2022 - Label: Dew Process - Format: CD, LP, téléchargement, streaming | 20                  |

### EP
| Titre       | Détails                                                                                        |
| ----------- | ---------------------------------------------------------------------------------------------- |
| Holy Sick   | - Réalisé: 29 September 2015 - Label: auto-produit - Format: CD-R, Digital download, streaming |
| Wild & Weak | - Réalisé: 2 June 2017 - Label: auto-produit - Format: CD-R, téléchargement, streaming         |

### Singles
| Titre               | Année | Album             |
| ------------------- | ----- | ----------------- |
| "Wisdom Teeth"      | 2014  | Holy Sick         |
| "I for an Eye"      | 2015  | Holy Sick         |
| "Holy Sick"         | 2015  | Holy Sick         |
| "Same Same"         | 2016  | Wild & Weak       |
| "Nothing Is Always" | 2017  | Wild & Weak       |
| "Wild & Weak"       | 2017  | Wild & Weak       |
| "Labrador"          | 2018  | Big Grief         |
| "FU"                | 2019  | Big Grief         |
| "I Am"              | 2019  | Big Grief         |
| "Pool Party"        | 2020  |                   |
| "Fired Up"          | 2020  |                   |
| "Most Hated Girl"   | 2021  | At Least I'm Free |
| "Dangerous"         | 2022  | At Least I'm Free |
| "Help Me Hell"      | 2022  | At Least I'm Free |
| "Read Receipts"     | 2022  | At Least I'm Free |
| "No Doz"            | 2022  | At Least I'm Free |

#### En tant qu'artistes invités
| Titre                               | Année | Album             |
| ----------------------------------- | ----- | ----------------- |
| "Cheap Seats" (Illy featuring Waax) | 2020  | The Space Between |

## Vidéographie

### Vidéos musicales
| Année | Chanson                    | Réalisateur                   |
| ----- | -------------------------- | ----------------------------- |
| 2014  | "Wisdom Teeth"             | Jaymis Loveday                |
| 2015  | "I for an Eye"             | Jaymis Loveday                |
| 2015  | "Holy Sick"                | Jaymis Loveday                |
| 2016  | "This Everything"          | Chris Antolak                 |
| 2017  | "Wild & Weak"              | Pernell Marsden               |
| 2017  | "Same Same"                | Gregory Kelly Pernell Marsden |
| 2018  | "Labrador"                 | Waax                          |
| 2019  | "FU"                       | Marty Moynihan Jeremy Hancock |
| 2019  | "I Am"                     | Marty Moynihan Jeremy Hancock |
| 2022  | "Dangerous"/"Help Me Hell" | Phoebe Faye                   |
| 2022  | "Read Recipes"             | Phoebe Faye                   |
| 2022  | "No Doz"                   | Phoebe Faye                   |